# Pierre Philibert de Blancheton
Pierre Philibert de Blancheton (9 octobre 1697 – 6 mars 1756) est un homme politique, mécène de la musique et collectionneur français. De 1724 jusqu'à sa mort, trente ans plus tard, il est membre du Parlement de Metz.
Réputé pour sa passion en tant que collectionneur d'œuvres musicales, Pierre Philibert de Blancheton l'est tout particulièrement pour la constitution du Fonds Blancheton (c. 1741). Il s'agit de l'une des plus importantes collections de musique instrumentale du début du XVIIIe siècle existant. La collection, répartie en 27 volumes, contient un total de 301 œuvres par 104 compositeurs, dont la plupart italiens, du début du XVIIIe siècle. D'une importance particulière dans la collection sont les 25 symphonies d'Antonio Brioschi et plusieurs des premières symphonies de Giovanni Battista Sammartini. Parmi le fonds se trouve également des ouvertures (52 œuvres), des sonates (27 œuvres), des trios et un grand nombre de concertos pour violon de compositeurs tels que Domenico Alberti, Giuseppe Ferdinando Brivio, Angelo Maria Scaccia, Giovanni Battista Somis et Carlo Zuccari,.
Carlo Tessarini lui dédie son recueil des Sei trio a due violini e basso, opus 6, publié à l'origine à Paris vers 1743/1744.